# بوكوندجي كا
بوكوندجي كا (بالبرتغالية: Bocundji Ca) (مواليد 28 ديسمبر 1986 في بيومبو - غينيا بيساو) لاعب كرة قدم من غينيا بيساو يلعب حاليا لصالح نادي الدرجة الأولى نانسي الفرنسي منذ 2009 في مركز الوسط المحوري .

## روابط خارجية
- بوكوندجي كا على موقع الاتحاد الدولي (مؤرشف)  (الإنجليزية)
- بوكوندجي كا على موقع رابطة كرة القدم الفرنسية للمحترفين (الإنجليزية)
- بوكوندجي كا على موقع قاعدة بيانات كرة القدم.إي يو (الإنجليزية)
- بوكوندجي كا على موقع ليكيب (الفرنسية)
- بوكوندجي كا على موقع ناشيونال فوتبول تيمز (الإنجليزية)
- بوكوندجي كا على موقع Soccerbase.com (لاعب) (الإنجليزية)
- بوكوندجي كا على موقع Soccerway.com (الإنجليزية)
- بوكوندجي كا على موقع كووورة
- بوكوندجي كا على موقع AS.com (الإسبانية)